# Begonia ruschii
Begonia ruschii é uma espécie de planta do gênero Begonia e da família Begoniaceae.

## Taxonomia
A espécie foi descrita em 2003 por Ludovic Jean Charles Kollmann.

## Forma de vida
É uma espécie rupícola e subarbustiva.

## Conservação
A espécie faz parte da Lista Vermelha das espécies ameaçadas do estado do Espírito Santo, no sudeste do Brasil. A lista foi publicada em 13 de junho de 2005 por intermédio do decreto estadual nº 1.499-R.

## Distribuição
A espécie é encontrada no estado brasileiro de Espírito Santo.
A espécie é encontrada no domínio fitogeográfico de Mata Atlântica, em regiões com vegetação de floresta ombrófila pluvial, mata de araucária e vegetação sobre afloramentos rochosos.